# Pierbattista Pizzaballa
Pour les articles homonymes, voir Pizzaballa.
Pierbattista Pizzaballa, né le 21 avril 1965 à Cologno al Serio (Italie), est un archevêque catholique italien, patriarche latin de Jérusalem depuis 2020 après en avoir assuré la gestion pendant quatre ans comme administrateur apostolique. Il était auparavant custode franciscain de Terre sainte. Il est créé cardinal le 30 septembre 2023 par le pape François.

## Biographie

### Enfance et éducation
Pierbattista Pizzaballa est né le 21 avril 1965 à Cologno al Serio, dans la province de Bergame. Il est le fils de Pietro et Maria Maddalena Tadini.
Il commence son parcours au petit séminaire de Rimini. En septembre 1985, il fait profession chez les franciscains, avant de prononcer ses vœux perpétuels en octobre 1989. En septembre 1986, il entre au séminaire des frères mineurs d'Émilie-Romagne et est ordonné prêtre le 15 septembre 1990 à la cathédrale de Bologne par le cardinal Giacomo Biffi, évêque de Bologne.
Il obtient un diplôme d'études classiques au séminaire archiépiscopal de Ferrare.
Il obtient ensuite son baccalauréat canonique de théologie à l'université pontificale Antonianum à Rome, puis en 1993 une licence en théologie biblique au Studium Biblicum Franciscanum de Jérusalem.
En plus de l'italien, sa langue maternelle, Pierbattista Pizzaballa parle hébreu et anglais.
Il est le neveu du gardien de but Pierluigi Pizzaballa, né en 1939. Pour les collectionneurs de vignettes Panini des footballeurs, celle de Pizzaballa était une rareté. Le cardinal a admis : « Moi aussi, je faisais la collection des vignettes et Pizzaballa était introuvable pour moi aussi ».

### Prêtre
Après avoir terminé ses études, il enseigne l'hébreu biblique à la faculté franciscaine de sciences bibliques et archéologiques de Jérusalem. Il est responsable de la publication du missel romain en hébreu en 1995 et a traduit des textes liturgiques en hébreu.
Entré au service de la Custodie franciscaine de Terre sainte en juillet 1999, il devient responsable de la pastorale des catholiques de langue hébraïque. En mai 2001, il est nommé supérieur du couvent Saints-Siméon-et-Anne de Jérusalem. De 2005 à 2008, il est vicaire patriarcal.
Il est membre du conseil d'administration de Caritas Jerusalem.
En mai 2004, il est élu custode de Terre sainte pour une période de six ans, réélu en mars 2010 pour un deuxième mandat de trois ans et confirmé pour une nouvelle période de trois ans en 2013.
En 2008, il est nommé consulteur au sein de la commission pour les relations avec le judaïsme du Conseil pontifical pour la promotion de l'unité des chrétiens.
En juin 2014, le pape François confie au père Pizzaballa l'organisation de la prière pour la paix dans les jardins du Vatican, qui réunit le président israélien Shimon Peres et le dirigeant palestinien Mahmoud Abbas.

### Épiscopat
Le 24 juin 2016, le pape François le nomme administrateur apostolique sede vacante du patriarcat latin de Jérusalem et l'élève à la dignité d'archevêque, lui accordant le siège titulaire de Verbe (de) (actuelle Turquie). Le 10 septembre 2016, il reçoit la consécration épiscopale des mains du cardinal Leonardo Sandri, préfet de la Congrégation pour les Églises orientales, assisté du patriarche émérite Fouad Twal et de Francesco Beschi, évêque de Bergame, dans la cathédrale de Bergame.
En 2016, Pierbattista Pizzaballa est admis dans l'ordre du Saint-Sépulcre et en devient pro-grand prieur,. En mai 2017, il est nommé membre de la Congrégation pour les Églises orientales.
Le 24 octobre 2020, le pape François le nomme patriarche latin de Jérusalem, mettant fin à quatre années de vacance du siège patriarcal, depuis la démission pour raison d'âge de Fouad Twal en 2016. Il devient ainsi officiellement la plus haute autorité de l'église catholique latine au Proche Orient. Le siège patriarcal est à nouveau occupé par un prélat italien, comme il le fut depuis sa création en 1847, à l'exception des 33 ans des épiscopats de Michel Sabbah (d'origine arabe palestinienne) puis de Fouad Twal (d'origine jordanienne).
En tant que patriarche, il devient grand prieur en titre de l'ordre du Saint-Sépulcre, ainsi que président de Caritas Jérusalem.
Lors de l'Angélus du 9 juillet 2023 place Saint-Pierre, le pape François annonce qu'il sera créé cardinal le 30 septembre de la même année. A cette occasion, il reçoit le titre de cardinal-prêtre de Saint-Onuphre-du-Janicule. Il est le deuxième patriarche nommé cardinal depuis le rétablissement du patriarcat latin de Jérusalem au XIXe siècle.
Dans le cadre de la guerre entre Israël et le Hamas, il indique être « volontaire pour être otage si cela permet la libération d’enfants détenus par le Hamas ». Il participe au conclave de 2025 pour lequel il est cité comme papabile par la presse.

## Succession apostolique
Pierbattista Pizzaballa a ordonné les évêques suivants :
- Évêque Rafic Nahra (2022)
- Évêque Jamal Boulos Sleiman Daibes (2022)
- Évêque Bruno Varriano (pt), O.F.M. (2024)
- Évêque Iyad Twal (de) (2025)

## Distinctions
- Saint-Siège : grand prieur de l'ordre équestre du Saint-Sépulcre de Jérusalem
- Ordre souverain de Malte : chapelain grand-croix conventuel ad honorem[13]
- Italie : grand officier de l'ordre de l'Étoile d'Italie[14]
- Patriarcat orthodoxe de Jérusalem : taxiarque[15] suprême de l'ordre orthodoxe grec du Saint-Sépulcre[16]